# John W. F. Dulles
John Watson Foster Dulles (Auburn, 20 de maio de 1913 –  Austin, 3 de junho de 2008) foi um historiador americano.

## Biografia
Nasceu em 1913 em Auburn, no estado de Nova York. Era filho do ex-secretário de Estado dos Estados Unidos John Foster Dulles e irmão do cardeal Avery Robert Dulles. Em 1935 graduou-se em Filosofia pela Universidade de Princeton, e em 1937 obteve o mestrado em administração de empresas pela Universidade de Harvard.
Trabalhou numa companhia de mineração novaiorquina que o enviou para uma mina no Arizona. Lá, formou-se também em engenharia metalúrgica, em 1943. No mesmo ano mudou-se para o México, onde assumiu um cargo na Cia Metalúrgica Piñoles, uma subsidiária da companhia American Metal em Monterrey. Passou 16 anos no país e chegou a ser vice-presidente da empresa.
Em 1959, trocou a Piñoles pela Hanna Mining, que o enviou para ser o vice-presidente executivo da Cia. Mineração Novalimense, em Minas Gerais. Enfrentou um período turbulento na política brasileira, especialmente em relação às concessões de exploração de minérios. Depois de três anos, voltou para os Estados Unidos. Tornou-se professor de História do Brasil e de Estudos Latino-americanos na Universidade do Texas. Também lecionou na Universidade do Arizona.
Ainda em 1962, publicou seu primeiro livro, Yesterday in Mexico: A Chronicle of the Revolution, 1919-1936, resultado de conversas com o presidente mexicano Adolfo Ruiz Cortines. Em seguida, passou a se dedicar à História do Brasil, começando por um estudo sobre Getúlio Vargas, Vargas of Brazil: a political biography (1967).
Seus trabalhos foram criticados por uma atitude muito descritiva e pouco analítica, além de não mencionarem o seu papel e o de sua empresa nas articulações políticas durante o Governo João Goulart.
Participou da equipe estadunidense na reunião da OEA, em Viña Del Mar, no Chile, em 1967.

## Obras
- Yesterday in Mexico: A Chronicle of the Revolution, 1919-1936 - 1962
- Vargas of Brazil: a political biography - 1967
- Anarchists and communists in Brazil, 1900-1935 -  1973
- Unrest in Brazil: political military crisis, 1955-1964 -  1980
- President Castello Branco: the making of a Brazilian president -  1978
- President Castello Branco: a Brazilian reformer -  1980
- Brazilian communism: repression during world upheaval, 1935-1945 - 1983
- A Faculdade de Direito e a resistência anti-Vargas, 1938-1945 -  1984
- Carlos Lacerda, Brazilian cruzader - 1991
- Castello Branco: o caminho para a presidência - 1979
- Carlos Lacerda, Brazilian cruzader: the years 1960-1977 - 1996
- Sobral Pinto, a consciência do Brasil: a cruzada contra o regime Vargas (1930-1945) -  2001
- Resisting Brazil's military regime: an account of the battles of Sobral Pinto -  2007